# هانك وردن
هانك وردن (بالإنجليزية: Hank Worden)‏ هو ممثل أمريكي، ولد في 23 يوليو 1901 في رولف في الولايات المتحدة، وتوفي في 6 ديسمبر 1992 في لوس أنجلوس في الولايات المتحدة.

## أعمال

### أفلام
- (1936) تعال وخذها
- (1939) عربة الجياد
- (1940) بريغهام يونغ
- (1956) الباحثون
- (1960) آلامو
- (1962) رجل الموسيقى
- (1969) عزم حقيقي
- (1971) جيك الكبير
- (1985) قطار منفلت

## وصلات خارجية
- هانك وردن على موقع IMDb (الإنجليزية)
- هانك وردن على موقع ألو سيني (الفرنسية)
- هانك وردن على موقع أول موفي (الإنجليزية)
- هانك وردن على موقع قاعدة بيانات برودواي على الإنترنت (الإنجليزية)
- هانك وردن على موقع قاعدة بيانات الأفلام السويدية (السويدية)
- هانك وردن على موقع إن إن دي بي (الإنجليزية)
- هانك وردن على موقع قاعدة بيانات الفيلم (الإنجليزية)
- هانك وردن على موقع كينوبويسك (الروسية)